# Etesa
Etesa, fundada como «Empresa de Transmisión Eléctrica S. A » y cuyo nombre legal es Etesa S. A., es una empresa panameña que opera en los sectores eléctrico. Actualmente es propiedad en un 100 % del Estado estando el resto en manos de inversores y accionistas privados constituida con las disposiciones establecidas en la Ley 6 de 1997, en la Ley 32 de 1927 sobre sociedades anónimas

## Historia
Etesa es una de las grandes compañías del sector eléctrico de Panamá, que junto a Naturgy, dominan en torno al 90 % del mercado eléctrico nacional de igual forma desarrolla actividades de generación, distribución y comercialización de electricidad en alta tensión desde el punto de entrega.
Etesa actúa en diversos mercados mayoristas de electricidad panameño para optimizar sus posiciones fuera del mercado, disponer del suministro necesario para dar cobertura, realizar estudios básicos necesarios para identificar posibilidades de desarrollo hidroeléctricos y geotérmicos. Prestar los servicios relacionados con la red nacional de hidrometeorología.
En abril de 2019 inicia la construcción de la cuarta línea de transmisión proveniente desde el occidente del país en el área de Bocas del Toro, desde una nueva subestación denominada Chiriquí Grande, hasta la nueva Subestación Panamá III. Esta nueva línea tendrá su recorrido por el sector atlántico del país con el objetivo de aumentar la capacidad de transmisión de energía de alta tensión, disminuir las pérdidas del sistema, incrementar la seguridad y ofrecer redundancia al sistema interconectado nacional.